# (145452) 2005 RN43
(145452) 2005 RN43とは、キュビワノ族に属する太陽系外縁天体である。推定直径は679+55
−73 kmである。2005年9月10日、ニューメキシコ州サンスポットのアパッチポイント天文台でAndrew Becker、Andrew Puckett、Jeremy Kubicaによって発見された。ブラウンは、(145452) 2005 RN43が準惑星である可能性があると推定している。

## 分類
小惑星センター（MPC）は、(145452) 2005 RN43をキュビワノ族として分類している。しかし、この天体は19.3度の軌道傾斜角を持っているため、Deep Ecliptic Survey（DES）は分離天体として分類している。
13の衝で119回観測されており、1954年までのプレカバリー画像が存在する。